# Muddapura No.10, Hospet
Muddapura No.10 là một làng thuộc tehsil Hospet, huyện Bellary, bang Karnataka, Ấn Độ.